# ルドヴィーコ (シチリア王)
ルドヴィーコ（Ludovico, 1338年2月4日 - 1355年10月16日）は、シチリア王（在位：1342年 - 1355年）。名前はルイージ（Luigi）とも。
ピエトロ2世の子。母エリザベッタ・ディ・カリンツィア (en) と父方の伯父ランダッツォ公ジョヴァンニ (en) の摂政の下、5歳で王位を継承した。わずか5歳で王位についたため幼童王（il Fanciullo）と呼ばれる。ペストにより17歳で死去し、王位は弟フェデリーコ3世が継承した。